# Vườn quốc lập Bandai-Asahi
Vườn quốc lập Bandai-Asahi (磐梯朝日国立公園 Bandai Asahi Kokuritsu Koen ?) là một vườn quốc gia trong khu vực Tohoku, Honshū, Nhật Bản. Nó nằm giữa các tỉnh Fukushima, Yamagata và Niigata. Được thành lập vào ngày 5 tháng 9 năm 1950, vườn quốc gia này có diện tích 186.404 ha, khiến nó là vườn quốc gia lớn thứ ba tại Nhật Bản. Nó bao gồm ba khu vực độc lập cấu tạo nên: khu vực Dewasanzan-Asahi, khu vực Iide và khu vực Bandaiazuma-Inawashiro.